# Christina de Wonderbare

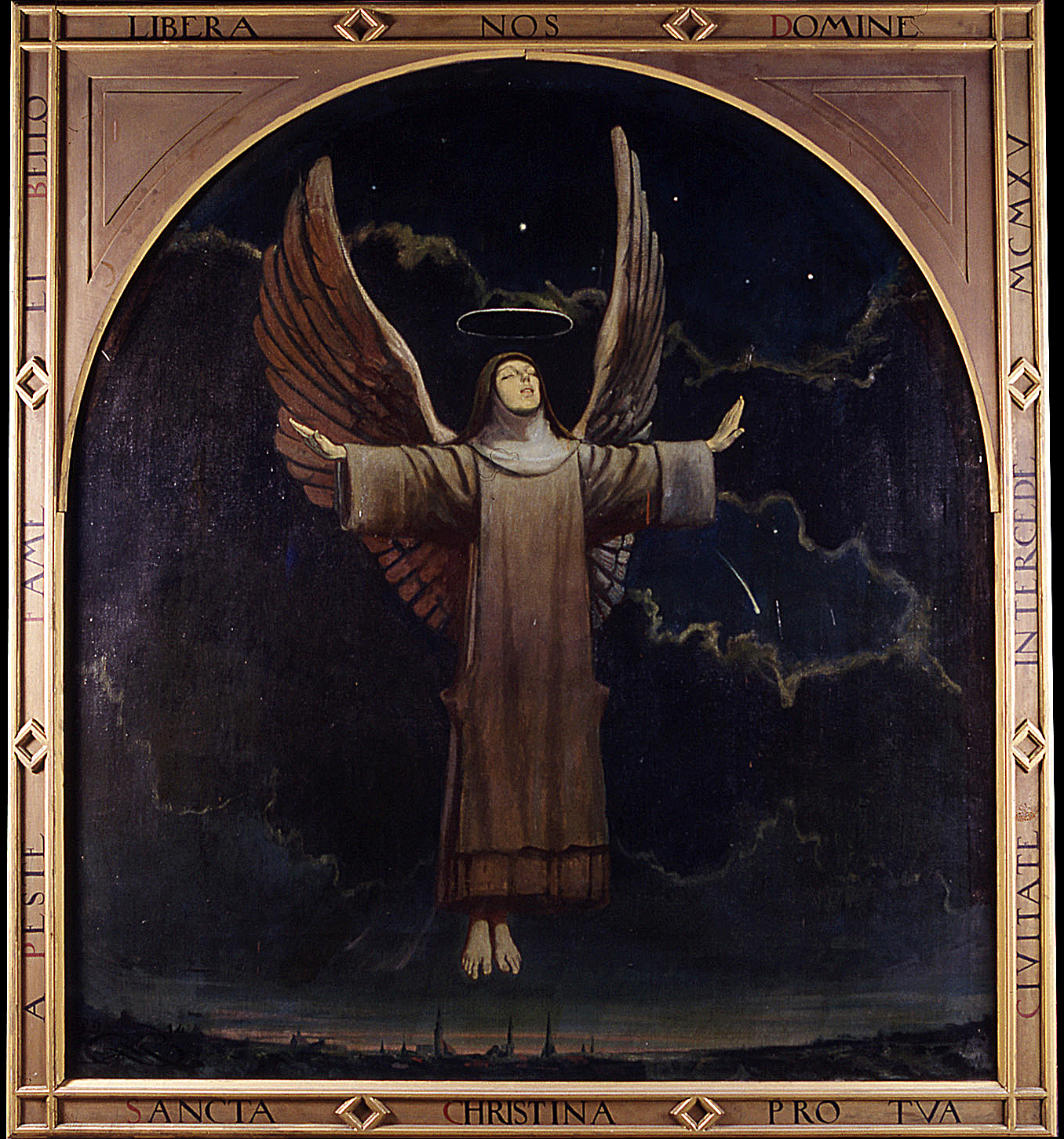
Schilderij van Christina de Wonderbare uit 1915,van de hand van de Belgische schilder Georges-Marie Baltus (Onze-Lieve-Vrouwekerk, Sint-Truiden)

De heilige Christina de Wonderbare of Christina Mirabilis (ca. 1150-1224) is een christelijke heilige van wie de naamdag op 24 juli wordt gevierd. Haar heiligheid ontleent zij aan de volgende legende.

## Legende
Zij kwam uit een eenvoudig gezin in Brustem en werd wees toen ze vijftien was. Zij bleef met twee zusjes achter in het ouderlijk huis, waar zij zich met zijn drieën aardig wisten te redden. Toen Christina ergens in het begin van de dertig was, stierf ze voor de eerste keer. Zij zou vanuit de Onze-Lieve-Vrouwekerk in Sint-Truiden begraven worden, maar midden onder de mis bezorgde ze haar familie en vrienden de schrik van hun leven door plotseling rechtop in de kist te gaan zitten en als een vogeltje naar het gewelf van de kerk te fladderen. Pas op het bevel van de priester wilde ze weer naar beneden komen. Daar vertelde ze dat ze door engelen was meegenomen, die haar de hel en het vagevuur hadden laten zien. Ze hadden haar daarna voor de keuze gesteld om naar de hemel te gaan of op aarde te lijden voor de arme zielen. Ze had voor het laatste gekozen.
Ze kon de lucht van de zonde niet verdragen, en ontvluchtte die door zich vliegend naar allerlei hoge plaatsen te begeven. Ooggetuigen meldden onder andere bomen, kerktorens en molenwieken. Soms ook deed ze het tegenovergestelde en kroop in graven. Haar gedrag, hoe wonderbaarlijk ook, werd zelfs haar 12e-eeuwse medeburgers wat te gortig, en die probeerden dan ook haar als krankzinnige op te sluiten, maar zij brak haar ketenen en tralies alsof het strootjes waren en vloog dan telkens weg, psalmen en sequenzen zingend met een hemelse stem. Zij leefde lange perioden alleen op het Allerheiligste, kroop onder het ijs om boete te doen voor de zonden van haar medemensen en sprong dan even later juist weer in een gloeiende oven, waar ze ongedeerd uit tevoorschijn kwam. Zij werd van hekserij beschuldigd en weer opgesloten, maar toen ze haar lichaam, dat door de slechte behandeling in de gevangenis met zweren was overdekt, genas met olie die uit haar eigen borsten vloeide, werd ze erkend als (krankzinnige) heilige.
Mensen die haar welgezind waren, baden dat al die opzienbarende verschijnselen mochten ophouden, en ze werden verhoord nadat Christina zich in het dorpje Wellen in het doopvont had gestort. Daarna woonde ze negen jaren (ca. 1210-1218) bij de kluizenares Jutta in een kluis bij de kapel van het kasteel van Loon. Daar stond zij in hoog aanzien: velen kwamen haar raad vragen en zich door haar laten bevestigen. Zo stuurde zij de heilige Lutgard van Tongeren naar het klooster van Aywières en was ze de vaste raadgeefster van graaf Lodewijk II van Loon, die haar als zijn tweede moeder zag. Hooggeplaatsten kon zij hun misstappen verwijten zonder een blad voor de mond te nemen. (Zie ook: de heilige Catharina van Siëna en de heilige Birgitta van Zweden).
Aan het einde van haar leven woonde ze in het Sint-Catharinaklooster te Sint-Truiden waar ze in 1223 voor de tweede maal overleed. Juist op dat moment zat echter een medezuster van haar in ernstige geestelijke nood, en ze ging haar nood klagen bij de baar van Christina. Die stond toen maar weer op om haar te troosten. Kort daarna overleed ze voor de derde keer, nu voorgoed, in 1224. Haar relieken werden eeuwenlang, tot de Franse Revolutie bewaard in de benedictinessenabdij Nonnenmielen, later het grootste deel in het Redemptoristenklooster te Sint-Truiden, en momenteel in de schatkamer van de Onze-Lieve-Vrouwekerk te SInt-Truiden. In Nederland bevindt zich een fragmentje in de Kluizenarij Onze-Lieve-Vrouwe van de Besloten Tuin, waar het bewaard wordt op een toepasselijke plaats in een nisje hoog in de kerk.

## Interpretatie
In deze legende staat de vroomheid in de late middeleeuwen centraal. Het verhaal staat vol van symboliek, waaraan gelovigen in die tijd gehoor moesten geven:
1. Haar eerste overlijden gaf aan hoe onbetekenend het leven op aarde was in vergelijking tot het leven in het Hemelse Rijk. Als zij opstijgt naar het dak van de kerk, stijgt zij in feite op naar een ander leven, waar geloof het belangrijkst is.
2. Door aan Christina hemel, vagevuur en hel te tonen (plaatsen die ook in de kunst een belangrijke plaats innamen, denk hierbij aan Jeroen Bosch), wordt in de legende het beeld gevolgd, dat voor deze plaatsen stond. Gaf de kunstenaar zijn interpretatie van deze oorden, door deze legende werden ze verwoord door de boodschappers van God zelf.
3. Haar vlucht uit de bewoonde wereld en verblijf in de wildernis is een thema, dat terug te voeren is op het verblijf van Jezus in de woestijn. Het was in de middeleeuwen een veelvoorkomend verschijnsel, dat mensen zich als kluizenaars terugtrokken. Ook Christina’s constante opstijgen naar hogere oorden (boomtoppen, wieken etc.) is een literaire verwijzing naar het nastreven van een hoger doel.
4. De suggestie in de legende, dat zij genas door de olie die uit haar borsten stroomde –waaruit overigens in andere stadia ook melk stroomde, waardoor zij in leven bleef- kan gezien worden als een rechtstreekse verwijzing naar de ziel, die tot heil van de mensheid zorgt.
5. Het zich blootstellen aan helse vuren draagt ook weer bij tot de symboliek van het lijden van de mens.
6. Met haar erkenning als heilige en haar positie als raadgeefster werd gehoor gegeven aan de heilige boodschap waardoor een plaats in de hemel verworven kon worden.

Vanuit een neutraal standpunt gezien kan men Christina beschouwen als een heilige die voldeed aan het tijdsbeeld. Op de eerste plaats leverde zij een persoonlijke strijd tegen duivelse machten, die zij door volkomen isolatie trachtte te weerstaan. Op de tweede plaats stelt zij haar leven ten dienste van haar naasten, ook conform het gedachtegoed van Jezus, die opkwam voor de dorstigen, naakten, gevangenen etc.

## In de kunst
In de kerkelijke kunst wordt Christina afgebeeld als een gevleugelde non.

## In de muziek
De zanger Nick Cave and The Bad Seeds zongen op het album Henry's dream (1992) een nummer over haar met de titel Christina the astonishing.